# Decyzja o warunkach zabudowy i zagospodarowania terenu
Decyzja o warunkach zabudowy i zagospodarowania terenu (WZiZT) – decyzja ustalająca warunki zmiany sposobu zagospodarowania terenu poprzez budowę obiektu budowlanego lub wykonanie innych robót budowlanych. Decyzja została wprowadzona na podstawie ustawy z 27 marca 2003 o planowaniu i zagospodarowaniu przestrzennym, zastępując ówczesną decyzję o warunkach zabudowy i zagospodarowania terenu. Inaczej niż swoja poprzedniczka, decyzja w obecnej formie jest wydawana tylko dla terenów, na których nie obowiązuje miejscowy plan zagospodarowania przestrzennego.
Decyzje o warunkach zabudowy wydane przed 24 września 2023 r. jak i po tej dacie pozostaną ważne bezterminowo, jeżeli będą prawomocne przed 1 stycznia 2026 r. a ich wygaśnięcie nastąpi w przypadku uchwalenie planu miejscowego dla terenu objętego decyzją o warunkach zabudowy. Decyzje o warunkach zabudowy, które przed 1 stycznia 2026 r. nie staną się prawomocne, chociażby były ostateczne, będą ważne przez 5 lat od dnia, w którym stały się prawomocne. Takie decyzje po 5 latach od dnia uprawomocnienia będą wygasać.

## Rodzaje decyzji
Ustawa (art. 4 ust. 2) wyróżnia dwa rodzaje decyzji o warunkach zabudowy i zagospodarowania terenu:
- decyzję o lokalizacji inwestycji celu publicznego (tzw. decyzja ULICP) – dla inwestycji celu publicznego,
- decyzję o warunkach zabudowy (tzw. decyzja WZ, zwyczajowo nazywana „wuzetką“[4]) – dla inwestycji innych niż celu publicznego.

### Decyzja o ustaleniu lokalizacji inwestycji celu publicznego
Decyzja wydawana na podstawie ustawy w przypadku, gdy teren pod inwestycję celu publicznego nie posiada miejscowego planu zagospodarowania przestrzennego.
W sprawach ustalenia lokalizacji inwestycji celu publicznego decyzje wydają w odniesieniu do:
- inwestycji celu publicznego o znaczeniu krajowym i wojewódzkim – wójt, burmistrz albo prezydent miasta w uzgodnieniu z marszałkiem województwa;
- inwestycji celu publicznego o znaczeniu powiatowym i gminnym – wójt, burmistrz bądź prezydent miasta;
- inwestycji celu publicznego na terenach zamkniętych – wojewoda[5].

Ustalenie lokalizacji inwestycji celu publicznego następuje na wniosek inwestora.

### Decyzja o warunkach zabudowy
Decyzja jest instrumentem planowania przestrzennego. Jej celem jest ustalenie czy dane zamierzenie inwestycyjne nie naruszy ładu przestrzennego. Decyzja może zatem regulować wysokość budynku, jego kształt, kolor elewacji, posadowienie na działce i inne elementy istotne z punktu widzenia urbanistyki i estetyki.
Inaczej niż przy pozwoleniu na budowę, do ustalenia warunków zabudowy nie jest niezbędne posiadanie przez wnioskującego praw do nieruchomości. Decyzja sama w sobie nie rodzi prawa do terenu, ani nie narusza prawa własności. O ustalenie warunków zabudowy dla dowolnego terenu może zatem wystąpić każdy.
Organem samorządowym wydającym decyzję o warunkach zabudowy jest wójt (burmistrz, prezydent miasta). W praktyce decyzję wydaje w jego imieniu odpowiednia komórka w urzędzie gminy. Najczęściej jest to (zależnie od organizacji gminy) wydział urbanistyki, geodezji albo planowania przestrzennego. W Warszawie, w zależności od przedmiotu decyzji, jest to wydział architektury i budownictwa dla dzielnicy (małe inwestycje) lub wydział w Biurze Architektury i Planowania Przestrzennego (duże inwestycje). Organem wyższego stopnia właściwym do rozpatrywania tego typu spraw w drugiej instancji administracyjnej jest natomiast właściwe samorządowe kolegium odwoławcze.

#### Warunki niezbędne do wydania decyzji
Konieczne jest łączne spełnienie poniższych warunków:
1. Co najmniej jedna działka sąsiednia z tej samej drogi publicznej jest zabudowana w sposób pozwalający na określenie wymagań dla nowej zabudowy (tzw. zasada dobrego sąsiedztwa)[7]. Wymóg ten nie dotyczy zabudowy zagrodowej, jeśli pow. gosp. rolnego przekracza średnią pow. takiego gospodarstwa w danej gminie[8].
2. Teren ma dostęp do drogi publicznej.
3. Istnieje lub jest projektowana sieć uzbrojenia terenu wystarczająca dla planowanej inwestycji.
4. Teren nie wymaga uzyskania zgody na zmianę przeznaczenia gruntów rolnych i leśnych na nierolnicze i nieleśne.
5. Decyzja jest zgodna z przepisami odrębnymi.

W przypadku planowanej zabudowy zagrodowej, zasada dobrego sąsiedztwa z pkt. 1 nie musi być zachowana, jeżeli powierzchnia gospodarstwa przekracza średnią powierzchnię gospodarstwa rolnego w gminie.

#### Wymagania ustalane w decyzji
Poza kontynuacją funkcji, w decyzji ustalane są wymagania dotyczące nowej zabudowy:
- linia zabudowy,
- wielkość powierzchni zabudowy w stosunku do powierzchni działki lub terenu,
- szerokość elewacji frontowej,
- wysokość górnej krawędzi elewacji frontowej, jej gzymsu lub attyki,
- geometria dachu (kąt nachylenia, wysokość kalenicy, układ połaci dachowych).

#### Kontrowersje
Pierwotnie w zamierzeniu ustawodawcy decyzja o warunkach zabudowy miała być instrumentem pomocniczym, stosowanym jako wyjątek na obszarach, gdzie nie ma planu. Przyjętym standardem w krajach o wysokiej kulturze planistycznej jest bowiem, że jeżeli nie obowiązuje plan, to nic na danym obszarze nie może zostać zbudowane. Jednak w związku z niewielkim pokryciem terytorium kraju planami zagospodarowania polski ustawodawca wyszedł z założenia, że takie rozwiązanie doprowadziłoby do paraliżu inwestycyjnego i wprowadził decyzję o warunkach zabudowy w takiej formie, w jakiej istnieje obecnie. Tym samym stała się ona głównym instrumentem planowania przestrzennego w Polsce.
Ten stan rzeczy jest powszechnie krytykowany, jako patogenny, prowadzący do pogłębiania chaosu przestrzennego oraz wydłużający proces budowlany. Uznaniowość decyzji stała się też rozpowszechnionym sposobem wymuszania łapówek.
Równocześnie brak jest wyraźnej podstawy prawnej dla odmowy wydania decyzji, nawet jeśli nie jest ona zgodna (narusza ustalenia) ze studium uwarunkowań i kierunków zagospodarowania przestrzennego – nie jest ono aktem prawa miejscowego i nie może być podstawą wydania decyzji administracyjnej. Często spotykaną patologią jest w związku z tym blokowanie opracowania planu zagospodarowania przez inwestorów po to, by uzyskać zgodę na zabudowę sprzeczną ze studium, w drodze decyzji WZ, co nie byłoby możliwe, gdyby obowiązywał plan miejscowy. Zdarzają się również przypadki wydawania decyzji o warunkach zabudowy na terenach, na których następnie lokowane są inwestycje publiczne np. drogi.
Dopuszczalność wydania decyzji sprzecznej ze studium bywa kwestionowana w literaturze i orzecznictwie, jako sprzeczna z zasadą wzajemnej spójności aktów planowania przestrzennego.